# ري شيباتا
ري شيباتا (باليابانية: 柴田理恵؛ بالكانا: しばた りえ) هي ممثلة هزلية ‏ وتارينتو وممثلة يابانية، ولدت في 14 يناير 1959 في مدينة توياما في اليابان.

## وصلات خارجية
- ري شيباتا على موقع IMDb (الإنجليزية)
- ري شيباتا على موقع ميوزك برينز (الإنجليزية)
- ري شيباتا على موقع تيرنر كلاسيك موفيز (الإنجليزية)
- ري شيباتا على موقع قاعدة بيانات الفيلم (الإنجليزية)
- ري شيباتا على موقع ANN person (الإنجليزية)